# Spirajaure
Spirajaure är en sjö i Arjeplogs kommun i Lappland och ingår i Skellefteälvens huvudavrinningsområde. Sjön har en area på 0,0589 kvadratkilometer och ligger 673,2 meter över havet.

## Delavrinningsområde
Spirajaure ingår i det delavrinningsområde (737969-154370) som SMHI kallar för Ovan 737684-154400. Medelhöjden är 649 meter över havet och ytan är 10,33 kvadratkilometer. Räknas de 4 avrinningsområdena uppströms in blir den ackumulerade arean 66,82 kvadratkilometer. Grakajåkkå som avvattnar avrinningsområdet har biflödesordning 2, vilket innebär att vattnet flödar genom totalt 2 vattendrag innan det når havet efter 337 kilometer. Avrinningsområdet består mestadels av skog (80 procent) och sankmarker (14 procent). Avrinningsområdet har 0,06 kvadratkilometer vattenytor vilket ger det en sjöprocent på 0,6 procent.